# Chiesa di San Rocco nuova (Riva del Garda, Campi)
La chiesa di San Rocco nuova, anche chiamata semplicemente chiesa di San Rocco, è la parrocchiale di Campi, frazione di Riva del Garda, appartenente alla Comunità Alto Garda e Ledro in Trentino. Fa parte della zona pastorale di Riva e Ledro dell'arcidiocesi di Trento e risale al XIX secolo.

## Storia

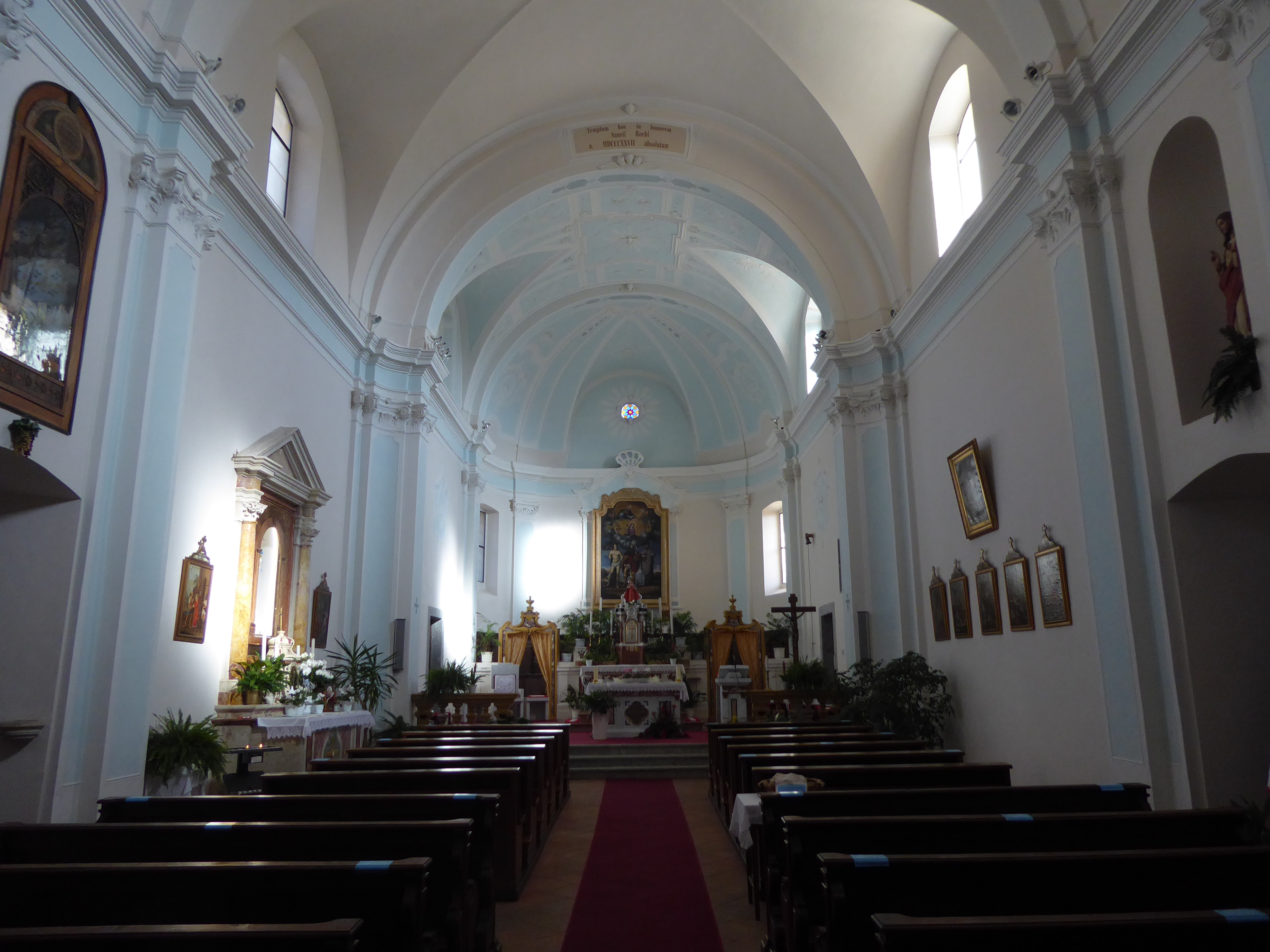
Interno

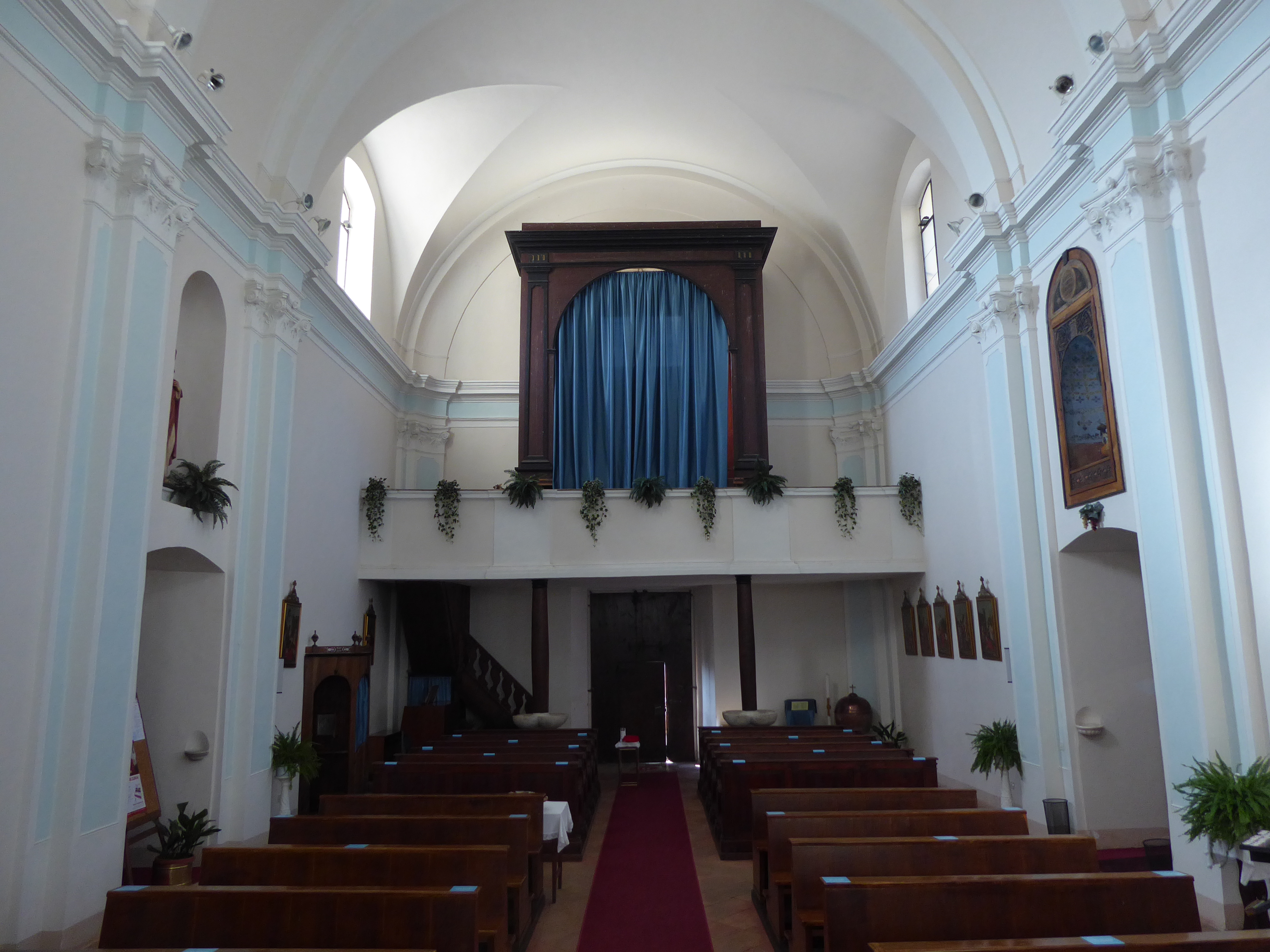
Controfacciata

A Campi, piccola frazione a nord ovest di Riva del Garda, esistono due chiese con dedicazione a San Rocco: la parrocchiale, edificata all'inizio del XIX secolo, e la chiesa di San Rocco vecchia più antica, la cui costruzione iniziò nel 1563 e che venne consacrata nel 1567.
La nuova chiesa di Campi venne edificata a partire dal 1811 e venne conclusa nelle sue strutture murarie un anno dopo. La copertura del tetto, che era stata posata provvisoriamente in legno, venne costruita a partire dal 1820 e, quando la comunità di Campi fu oggetto di una visita pastorale, nel 1827, ancora non era stata ultimata anche se era stata già decorata la volta presbiteriale.
Giovanni Nepomuceno de Tschiderer, vescovo di Trento, la consacrò con cerimonia solenne nel 1839. Subito dopo venne aperto il cantiere per l'erezione del campanile, che fu chiuso nel 1868.
Dopo la profanazione dell'edificio durante la terza guerra d'indipendenza italiana ad opera delle truppe garibaldine la chiesa venne nuovamente benedetta. Nel primo dopoguerra del XX secolo fu oggetto di restauri e, nel 1926, ottenne dignità parrocchiale distaccandosi così dalla pieve di Riva del Garda.
Nel corso del XXI secolo è stata oggetto di restauri sia nel 2002 sia nel biennio 2011-2012.